# Hrușivka, Sudak
Hrușivka (în ucraineană Грушівка) este localitatea de reședință a comunei Hrușivka din orașul regional Sudak, Republica Autonomă Crimeea, Ucraina.

## Demografie
Componența lingvistică a localității Hrușivka
     Rusă (54,87%)
     Tătară crimeeană (37,63%)
     Ucraineană (6,77%)
     Alte limbi (0,2%)
Conform recensământului din 2001, majoritatea populației localității Hrușivka era vorbitoare de rusă (54,87%), existând în minoritate și vorbitori de tătară crimeeană (37,63%) și ucraineană (6,77%).